# Championnats du monde de pétanque 1999
Navigation
Édition précédente Édition suivante
Les championnats du monde de pétanque 1999 est une édition des championnats du monde de pétanque. 

## Présentation
Elle constituent la 35e édition des championnats du monde de pétanque en triplette sénior. Ils se déroulent à Saint-Denis de La Réunion du 29 septembre au 3 octobre 1999. Ils sont remportés par Madagascar. C'est la 7e édition en triplette junior qui se déroule à Phuket en Thaïlande en septembre 1999.

## Résultats àSaint-Denis (La Réunion)(France)

### Triplette sénior[1]

#### Poules de huitième de finale
| Poule   | Qualifiés               | Eliminés                    |
| Poule 1 | Maroc et Tunisie        | Portugal et ?               |
| Poule 2 | Madagascar et Thaïlande | France 2 et Grande Bretagne |
| Poule 3 | France et ?             | ? et ?                      |
| Poule 4 | Belgique et Canada      | États-Unis et ?             |

#### Phase finale
| Nation     | Score | Nation |
| ---------- | ----- | ------ |
| France     | bat   | Maroc  |
| Madagascar | bat   | ?      |
| Belgique   | bat   | ?      |
| Thaïlande  | bat   | ?      |

| Nation     | Score | Nation    |
| ---------- | ----- | --------- |
| Madagascar | 13-8  | France    |
| Belgique   | 13-8  | Thaïlande |

| Nation | Score | Nation    |
| ------ | ----- | --------- |
| France | 13-4  | Thaïlande |

| Nation     | Score | Nation   |
| ---------- | ----- | -------- |
| Madagascar | 15-10 | Belgique |

## Résultats àPhuket(Thaïlande)

### Triplette junior[1]

#### Phase finale
| Nation   | Score | Nation     |
| -------- | ----- | ---------- |
| France   | 13-3  | Thaïlande  |
| Italie   | 13-12 | Suède      |
| Suisse   | 13-8  | Madagascar |
| Finlande | 13-10 | Espagne    |

| Nation | Score | Nation   |
| ------ | ----- | -------- |
| France | 13-8  | Italie   |
| Suisse | 13-4  | Finlande |

| Nation   | Score | Nation |
| -------- | ----- | ------ |
| Finlande | bat   | Italie |

| Nation | Score | Nation |
| ------ | ----- | ------ |
| France | 15-6  | Suisse |

## Podiums
| Épreuve          | Or                                                                       | Argent                                                                     | Bronze                                                             |
| ---------------- | ------------------------------------------------------------------------ | -------------------------------------------------------------------------- | ------------------------------------------------------------------ |
| Triplette sénior | Christian Andriantseheno - Kalias Oukabay - Jean-Jacky Randrianandrasana | André Lozano - Michel Vancampenhout - William Vanderbiest - Charles Weibel | David Le Dantec - Damien Hureau - Michel Loy - Philippe Suchaud    |
| Triplette junior | Ludovic Labrue - Alexandre Ruffo - Romain Scultore - Nicolas Taviand     | Marc Tessari - Michael Salamin - Gary Von Bergen - Guillen Dayer           | Tero Haapanen - Aleksi Leskinen - Tuomas Leskinen - Kimmo Rantanen |

## Tableau des médailles
| Rang  | Nation     | Or | Argent | Bronze | Total |
| ----- | ---------- | -- | ------ | ------ | ----- |
| 1     | France     | 1  | 0      | 1      | 2     |
| 2     | Madagascar | 1  | 0      | 0      | 1     |
| 3     | Belgique   | 0  | 1      | 0      | 1     |
| 3     | Suisse     | 0  | 1      | 0      | 1     |
| 5     | Finlande   | 0  | 0      | 1      | 1     |
| Total | Total      | 2  | 2      | 4      | 8     |